# Overton (Texas)
Overton é uma cidade localizada no estado norte-americano do Texas, no Condado de Rusk e Condado de Smith.

## Demografia
Segundo o censo norte-americano de 2000, a sua população era de 2350 habitantes.
Em 2006, foi estimada uma população de 2339, um decréscimo de 11 (-0.5%).

## Geografia
De acordo com o United States Census Bureau tem uma área de
17,5 km², dos quais 17,4 km² cobertos por terra e 0,1 km² cobertos por água.

## Localidades na vizinhança
O diagrama seguinte representa as localidades num raio de 20 km ao redor de Overton.